# アジョワン
アジョワン（Ajwain、ajowan）またはTrachyspermum ammiは、セリ科の一年生草本である。葉と種子のような果実の両方が人間によって摂取される。英語の俗称「bishop's weed（司祭の草）」は他の植物も指す。「種子」（すなわち果実）はラベージの「種子」としばしば混同される。

## 記載

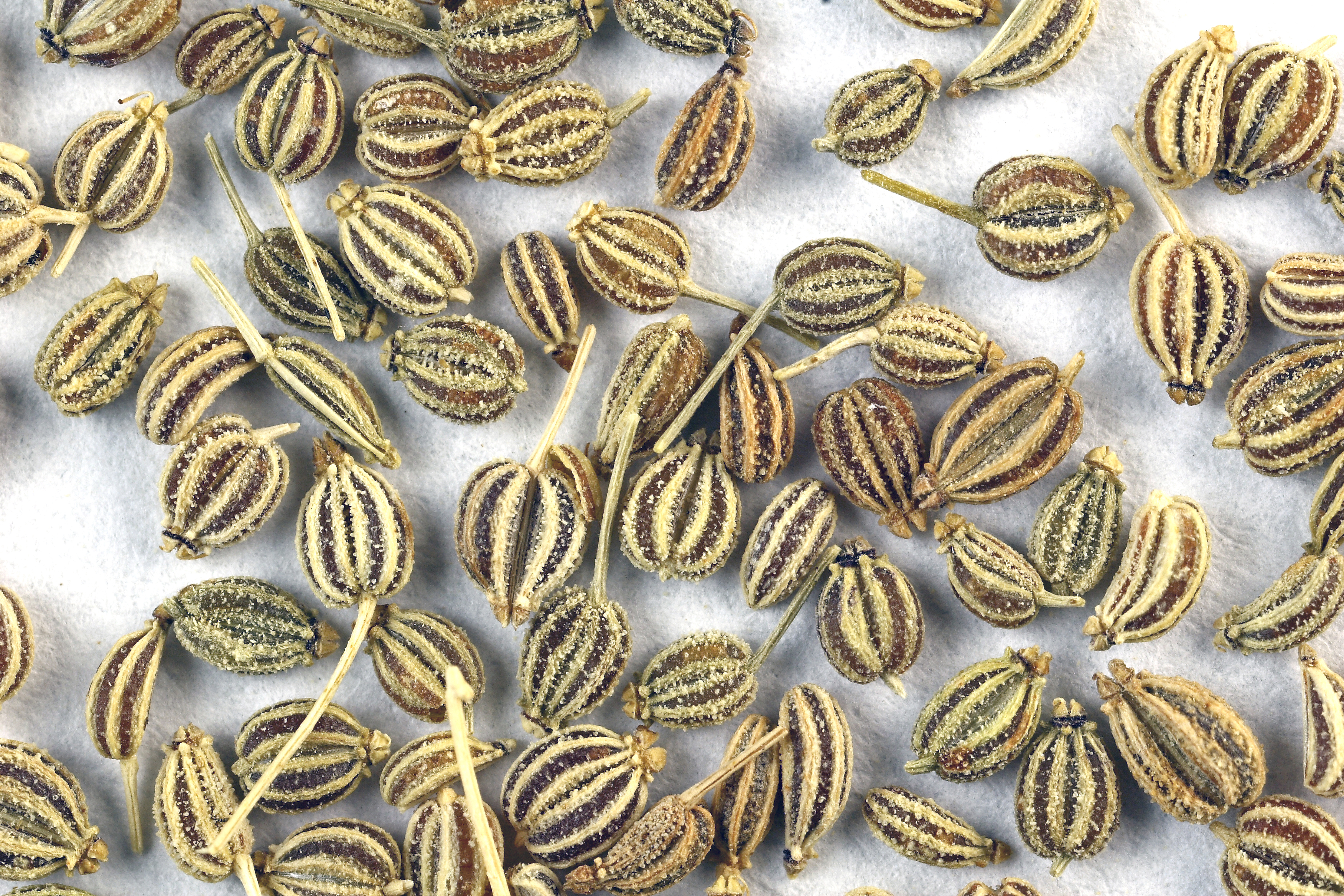
アジョワンの果実（分離果）

アジョワンの小さく、卵形で、種子のような果実は薄茶色の分離果で、キャラウェイ、クミン、およびウイキョウといったセリ科のその他の植物の種子と似ている。苦味と刺激的な味を持ち、風味はアニスおよびオレガノと似ている。チモールを含むため、匂いはタイムとほぼ同じであるが、より香り高く、味はよりはっきりとしている。少数の果実でさえも料理の風味を支配しがちである。

## 栽培と生産
アジョワンは主にイランとインドで栽培される。インドのラージャスターン州が2006年のインドの総生産量のおよそ55%を生産した。

## 料理への利用
果実は生で食べられることはほとんどない。一般的には焙煎されるか、ギーで揚げられる。これによって、よりはっきりとして複雑な芳香が生まれる。インド料理では、Chaunk（油またはバターで揚げた香辛料の混合物）の一部であり、これはレンズマメ料理の風味付けに付かわれる。インド料理やパキスタン料理のような南アジア料理で広く使われ、現地で実践される植物療法のための重要な素材である。アフガニスタンでは、果実はパンやビスケットの上に散らされる。
「インドボリジ」と呼ばれることもあるPlectranthus amboinicusの葉は、時折「アジャワンリーフ」と呼ばれ、植物自身もアジャワンと呼ばれることがある。

## 伝統医学における利用
アジャワンはアーユルヴェーダにおいて、主に消化不良、腹部膨満、疲労、腹痛、鼓腸、下痢、疝痛といった腹部の症状と、呼吸困難および食欲不振にも使われる。シッダ医学では、粉砕した果実が湿布として使われる。

### 精油
アジャワン果実の水蒸気蒸留によって主にチモール、γ-テルピネン、p-シメン、およびその他20種類の痕跡量の化合物（主にテルペノイド）からなる精油が得られる。